# Fuoco fatuo

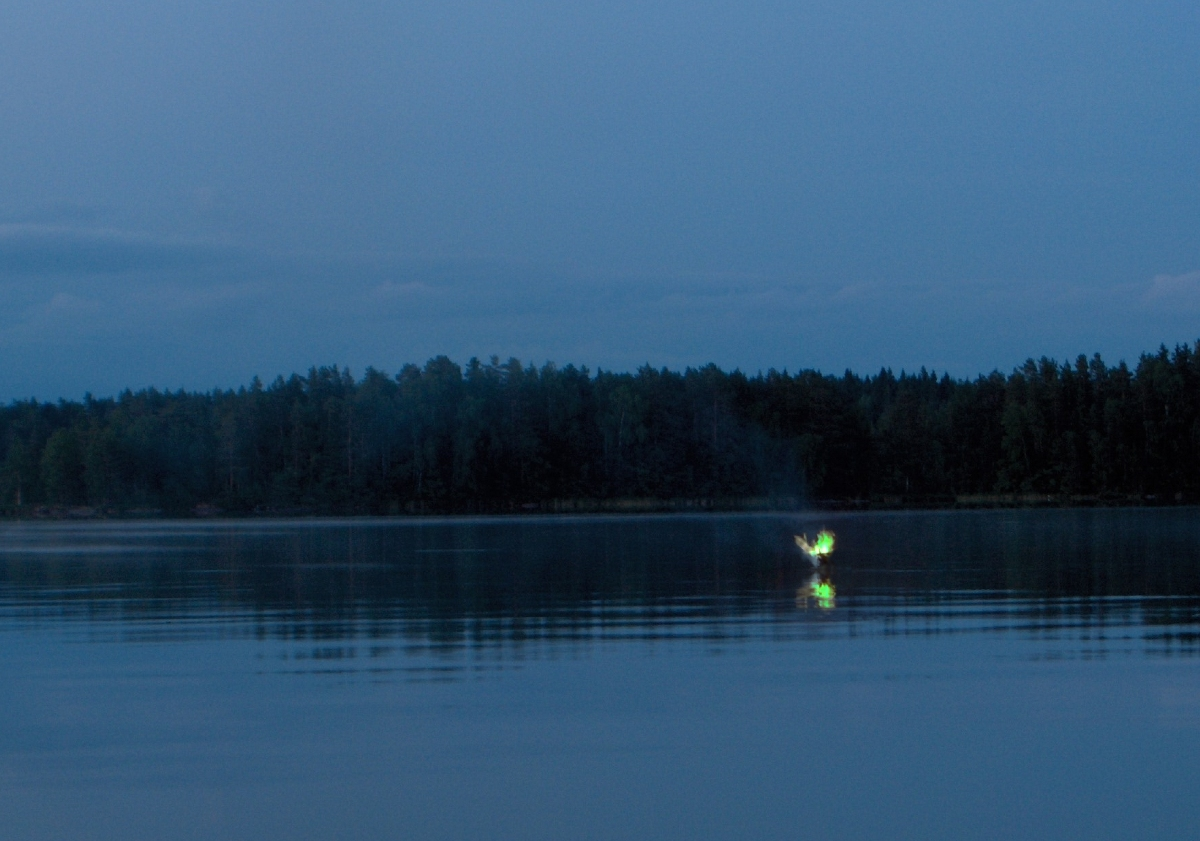
Simulazione di un fuoco fatuo

I fuochi fatui sono fiammelle solitamente di colore blu o celeste che si manifestano a livello del terreno in luoghi come i cimiteri, le paludi e gli stagni nelle brughiere. Il periodo migliore per osservarli parrebbe essere nelle calde sere d'agosto.
Talvolta sono chiamati corpi santi in analogia a quelli di sant'Elmo, ma, a differenza di questi, potrebbe trattarsi di fiammelle derivate dalla combustione del metano e del fosfano dovuta alla decomposizione di resti organici: per esempio i corpi umani conservati nelle bare, da cui, non essendo completamente sigillate, può sprigionarsi il metano prodotto dalla decomposizione.

## Miti e leggende

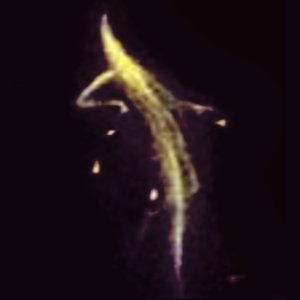
Dettaglio da un'illustrazione di Hermann Hendrich della fiaba Il serpente verde di Goethe (1923)

Le leggende sui fuochi fatui sono moltissime. Nell'antichità si ritenevano la dimostrazione dell'esistenza dell'anima. Alcune popolazioni nordiche invece credevano che seguendoli si trovasse il proprio destino.
Gli antichi egizi potevano forse ritenere che quanto più una persona fosse stata virtuosa nella sua vita terrena, tanto più il suo Akh, cioè la partecipazione della sua anima alla Luce divina secondo la religione egizia, avrebbe potuto illuminarsi, dando origine ai fuochi fatui.
A ogni modo i fuochi fatui, nelle credenze popolari occidentali, potevano essere interpretati in genere come la manifestazione degli spiriti dei morti, in particolare di anime dannate o del Purgatorio, oppure di bambini non battezzati.

## Natura fisica del fenomeno
L'origine del fenomeno è tutt'altro che chiarita. Tra le molte ipotesi spicca quella sull'ossidazione del fosfano e metano, prodotto dalla decomposizione anaerobica del carbonio organico, che può provocare una luce splendente dovuta a chemiluminescenza.

## Nella letteratura
- Nel racconto La fiaba del serpente verde e della bella Lilia di Goethe, i fuochi fatui hanno un ruolo centrale all'interno della trama.

Sempre in Goethe, essi partecipano alla notte di Valpurga descritta nella prima parte del Faust.
- Nel romanzo Il visconte dimezzato di Italo Calvino, il personaggio del dottor Trelawney studia il fenomeno dei fuochi da un punto di vista scientifico.

- Titolo della raccolta di prose Fuochi fatui di Camillo Sbarbaro pubblicata a Milano nel 1956.